# Deens voetbalelftal in 2005
Het Deens voetbalelftal speelde tien officiële interlands in het jaar 2005, waaronder acht duels in de kwalificatiereeks voor het WK voetbal 2006 in Duitsland. De selectie onder leiding van de medio 2000 aangetreden oud-international Morten Olsen wist zich niet te plaatsen voor het eindtoernooi. Vijf spelers kwamen in alle tien duels in actie: Thomas Sørensen, Niclas Jensen, Christian Poulsen, Martin Jørgensen en Jon Dahl Tomasson.

## Balans
| Wedstrijden | Wedstrijden | Wedstrijden | Wedstrijden | Doelpunten | Doelpunten | Doelpunten | Punten |
| Gespeeld    | Winst       | Gelijk      | Verlies     | Voor       | Tegen      | Saldo      | Punten |
| ----------- | ----------- | ----------- | ----------- | ---------- | ---------- | ---------- | ------ |
| 10          | 7           | 1           | 2           | 23         | 9          | +14        | 1.500  |

## Interlands
|                                                               |                                                    |       |                      | |
| 9 februari WK-kwalificatie № 697 «onderlinge duels» 21:30 uur | Griekenland                                        | 2 – 1 | Denemarken           | Georgios Karaiskákis Stadion, Piraeus Toeschouwers: 32.430 Scheidsrechter: Pierluigi Collina (ITA) |
| 9 februari WK-kwalificatie № 697 «onderlinge duels» 21:30 uur | Theodoros Zagorakis 25' Angelos Basinas 32' (pen.) |       | 46' Dennis Rommedahl | Georgios Karaiskákis Stadion, Piraeus Toeschouwers: 32.430 Scheidsrechter: Pierluigi Collina (ITA) |

|                                                             |                                                         |       |            |                                                                                       |
| 26 maart WK-kwalificatie № 698 «onderlinge duels» 20:00 uur | Denemarken                                              | 3 – 0 | Kazachstan | Idrætsparken, Kopenhagen Toeschouwers: 20.980 Scheidsrechter: Grzegorz Gilewski (POL) |
| 26 maart WK-kwalificatie № 698 «onderlinge duels» 20:00 uur | Peter Møller 10' Peter Møller 48' Christian Poulsen 33' |       |            | Idrætsparken, Kopenhagen Toeschouwers: 20.980 Scheidsrechter: Grzegorz Gilewski (POL) |

|                                                             |                    |       |            |                                                                               |
| 30 maart WK-kwalificatie № 699 «onderlinge duels» 19:15 uur | Oekraïne           | 1 – 0 | Denemarken | NSK Olimpiejsky, Kiev Toeschouwers: 60.000 Scheidsrechter: Ľuboš Micheľ (SVK) |
| 30 maart WK-kwalificatie № 699 «onderlinge duels» 19:15 uur | Andriy Voronin 68' |       |            | NSK Olimpiejsky, Kiev Toeschouwers: 60.000 Scheidsrechter: Ľuboš Micheľ (SVK) |

|                                                             |         |                         |            |                                                                                |
| 2 juni Vriendschappelijk № 700 «onderlinge duels» 18:00 uur | Finland | 0 – 1                   | Denemarken | Ratina Stadion, Tampere Toeschouwers: 9.238 Scheidsrechter: Jan Wegereef (NED) |
| 2 juni Vriendschappelijk № 700 «onderlinge duels» 18:00 uur |         | 90' Michael Silberbauer |            | Ratina Stadion, Tampere Toeschouwers: 9.238 Scheidsrechter: Jan Wegereef (NED) |

|                                                           |                                                       |       |                   |                                                                                      |
| 8 juni WK-kwalificatie № 701 «onderlinge duels» 20:00 uur | Denemarken                                            | 3 – 1 | Albanië           | Idrætsparken, Kopenhagen Toeschouwers: 26.366 Scheidsrechter: Peter Fröjdfeldt (SWE) |
| 8 juni WK-kwalificatie № 701 «onderlinge duels» 20:00 uur | Søren Larsen 5' Søren Larsen 47' Martin Jørgensen 55' |       | 73' Erjon Bogdani | Idrætsparken, Kopenhagen Toeschouwers: 26.366 Scheidsrechter: Peter Fröjdfeldt (SWE) |

|                                                                  |                                                                                     |       |                  |                                                                                        |
| 17 augustus Vriendschappelijk № 702 «onderlinge duels» 20:05 uur | Denemarken                                                                          | 4 – 1 | Engeland         | Idrætsparken, Kopenhagen Toeschouwers: 41.438 Scheidsrechter: Tom Henning Øvrebø (NOR) |
| 17 augustus Vriendschappelijk № 702 «onderlinge duels» 20:05 uur | Dennis Rommedahl 60' Jon Dahl Tomasson 63' Michael Gravgaard 67' Søren Larsen 90+2' |       | 87' Wayne Rooney | Idrætsparken, Kopenhagen Toeschouwers: 41.438 Scheidsrechter: Tom Henning Øvrebø (NOR) |

|                                                                |                                |       |                                     |                                                                                       |
| 3 september WK-kwalificatie № 703 «onderlinge duels» 21:00 uur | Turkije                        | 2 – 2 | Denemarken                          | BJK İnönü Stadion, Istanboel Toeschouwers: 29.721 Scheidsrechter: Manuel Mejuto (ESP) |
| 3 september WK-kwalificatie № 703 «onderlinge duels» 21:00 uur | Okan Buruk 47' Tümer Metin 80' |       | 40' Claus Jensen 90+3' Søren Larsen | BJK İnönü Stadion, Istanboel Toeschouwers: 29.721 Scheidsrechter: Manuel Mejuto (ESP) |

|                                                                | |       |                       |                                                                                     |
| 7 september WK-kwalificatie № 704 «onderlinge duels» 20:00 uur | Denemarken | 6 – 1 | Georgië               | Idrætsparken, Kopenhagen Toeschouwers: 27.177 Scheidsrechter: Emil Bozinovski (MKD) |
| 7 september WK-kwalificatie № 704 «onderlinge duels» 20:00 uur | Claus Jensen 10' Christian Poulsen 30' Daniel Agger 43' Jon Dahl Tomasson 55' Søren Larsen 80' Søren Larsen 84' |       | 37' Georgi Demetradze | Idrætsparken, Kopenhagen Toeschouwers: 27.177 Scheidsrechter: Emil Bozinovski (MKD) |

|                                                              |                       |       |             |                                                                                        |
| 8 oktober WK-kwalificatie № 705 «onderlinge duels» 20:00 uur | Denemarken            | 1 – 0 | Griekenland | Idrætsparken, Kopenhagen Toeschouwers: 42.099 Scheidsrechter: Frank De Bleeckere (BEL) |
| 8 oktober WK-kwalificatie № 705 «onderlinge duels» 20:00 uur | Michael Gravgaard 40' |       |             | Idrætsparken, Kopenhagen Toeschouwers: 42.099 Scheidsrechter: Frank De Bleeckere (BEL) |

|                                                               |                      |       |                                             |                                                                                 |
| 12 oktober WK-kwalificatie № 706 «onderlinge duels» 22:00 uur | Kazachstan           | 1 – 2 | Denemarken                                  | Zentral Stadion, Almaty Toeschouwers: 8.050 Scheidsrechter: Edo Trivković (CRO) |
| 12 oktober WK-kwalificatie № 706 «onderlinge duels» 22:00 uur | Aleksandr Kuchma 86' |       | 46' Michael Gravgaard 49' Jon Dahl Tomasson | Zentral Stadion, Almaty Toeschouwers: 8.050 Scheidsrechter: Edo Trivković (CRO) |

## FIFA-wereldranglijst
| JAN | FEB | MAR | APR | MEI | JUN | JUL | AUG | SEP | OKT | NOV | DEC |
| --- | --- | --- | --- | --- | --- | --- | --- | --- | --- | --- | --- |
| 14  | 15  | 17  | 18  | 19  | 16  | 19  | 18  | 14  | 14  | 13  | 13  |

## Statistieken
| Thomas Sørensen     | 1976-06-12 | Aston Villa         | 10 | 0 | 0 |   |   |
| Jesper Christiansen | 1978-04-24 | FC Kopenhagen       | 0  | 2 | 0 | 2 | 0 |
| Verdediging         |            |                     |    |   |   |   |   |
| Niclas Jensen       | 1974-08-17 | Fulham              | 10 | 0 | 0 |   |   |
| Brian Priske        | 1977-05-14 | Portsmouth          | 8  | 0 | 0 |   |   |
| Thomas Helveg       | 1971-06-24 | Borussia M'gladbach | 5  | 1 | 0 |   |   |
| Per Nielsen         | 1973-10-15 | Brøndby IF          | 4  | 1 | 0 | 9 | 0 |
| Daniel Agger        | 1984-12-12 | Liverpool           | 4  | 0 | 1 | 4 | 1 |
| Per Krøldrup        | 1979-07-31 | AC Fiorentina       | 4  | 0 | 0 |   |   |
| Michael Gravgaard   | 1978-04-03 | FC Kopenhagen       | 3  | 2 | 3 | 5 | 3 |
| Martin Laursen      | 1977-07-26 | Aston Villa         | 1  | 0 | 0 |   |   |
| Steven Lustü        | 1971-04-13 | Lyn Oslo            | 1  | 0 | 0 |   |   |
| Allan Jepsen        | 1977-07-04 | Aalborg BK          | 0  | 1 | 0 | 1 | 0 |
| Middenveld          |            |                     |    |   |   |   |   |
| Christian Poulsen   | 1980-02-28 | Schalke 04          | 10 | 0 | 2 |   |   |
| Martin Jørgensen    | 1975-10-06 | AC Fiorentina       | 9  | 1 | 1 |   |   |
| Thomas Gravesen     | 1976-03-11 | Real Madrid         | 8  | 0 | 0 |   |   |
| Claus Jensen        | 1977-04-29 | Fulham              | 4  | 2 | 2 |   |   |
| Daniel Jensen       | 1979-06-25 | Werder Bremen       | 3  | 3 | 0 |   |   |
| Michael Silberbauer | 1981-07-07 | FC Kopenhagen       | 0  | 4 | 1 |   |   |
| Thomas Kahlenberg   | 1983-03-20 | AJ Auxerre          | 0  | 3 | 0 |   |   |
| Rasmus Würtz        | 1983-09-18 | Aalborg BK          | 0  | 1 | 0 | 1 | 0 |
| Aanval              |            |                     |    |   |   |   |   |
| Jon Dahl Tomasson   | 1976-08-29 | VfB Stuttgart       | 10 | 0 | 2 |   |   |
| Dennis Rommedahl    | 1978-07-22 | Charlton Athletic   | 8  | 1 | 2 |   |   |
| Jesper Grønkjær     | 1977-08-12 | VfB Stuttgart       | 3  | 2 | 0 |   |   |
| Søren Larsen        | 1981-09-06 | Schalke 04          | 2  | 5 | 6 | 7 | 6 |
| Kenneth Pérez       | 1974-08-29 | AZ Alkmaar          | 2  | 4 | 0 |   |   |
| Peter Møller        | 1972-03-23 | FC Kopenhagen       | 1  | 1 | 2 |   |   |
| Peter Madsen        | 1978-04-26 | Southampton         | 0  | 1 | 0 |   |   |